# 倉科村
倉科村（くらしなむら）は長野県埴科郡にあった村。現在の千曲市大字倉科にあたる。

## 地理
- 山：大峯山
- 河川：三滝川

## 歴史
- 1889年（明治22年）4月1日 - 町村制の施行により、近世以来の倉科村が単独で自治体を形成。
- 1956年（昭和31年）9月30日 - 屋代町に編入。同日倉科村廃止。
- 1959年（昭和34年）6月1日 - 屋代町が埴生町・更級郡稲荷山町・八幡村と合併して更埴市が発足。
- 2003年（平成15年）9月1日 - 更埴市が戸倉町・更級郡上山田町と合併して千曲市が発足。

## 名所・旧跡・観光スポット・祭事・催事
- 倉科将軍塚古墳
- 倉科荘
- 万葉歌碑（石杭）
- 樽滝
- 倉科三滝

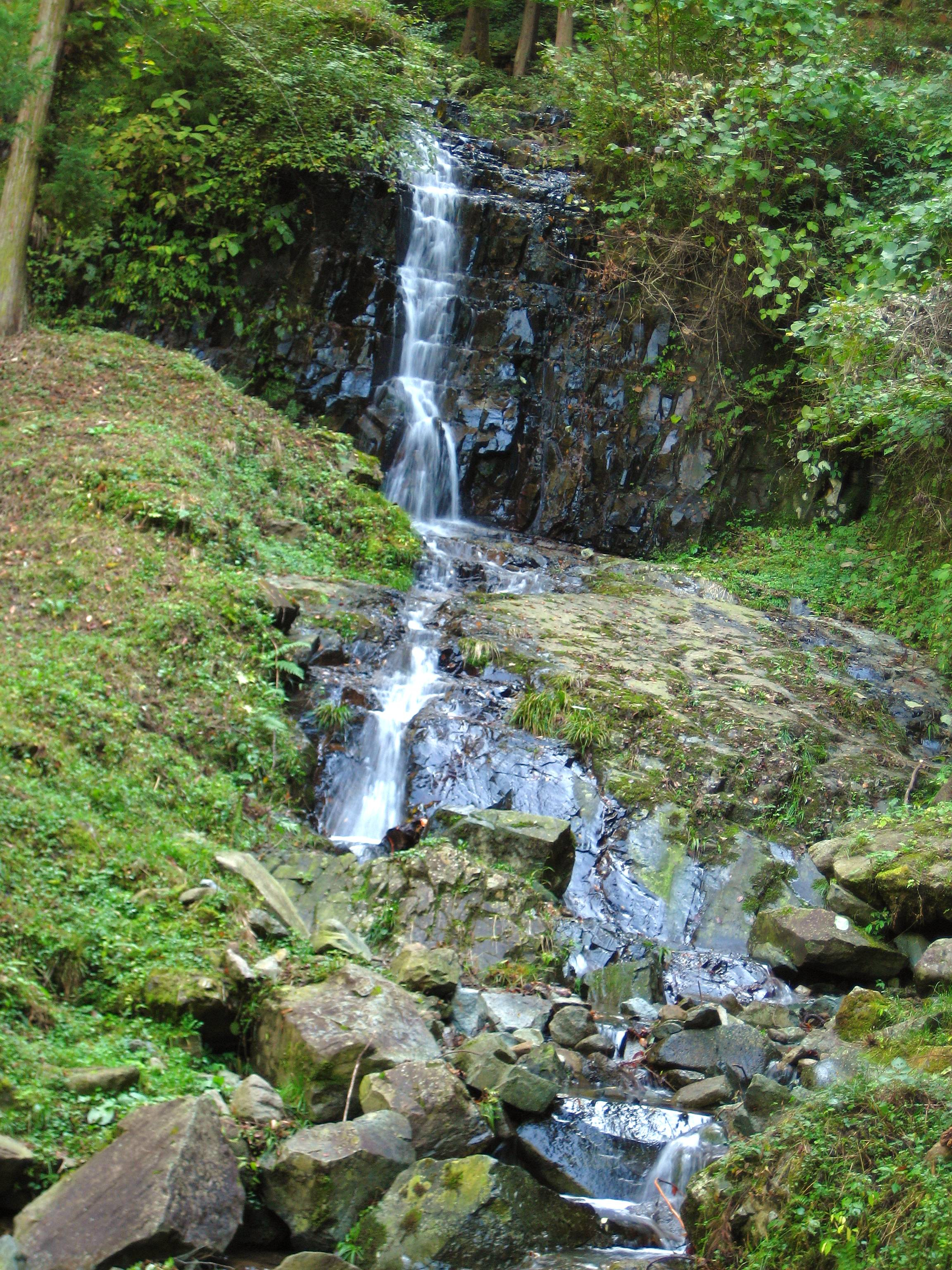
一の滝
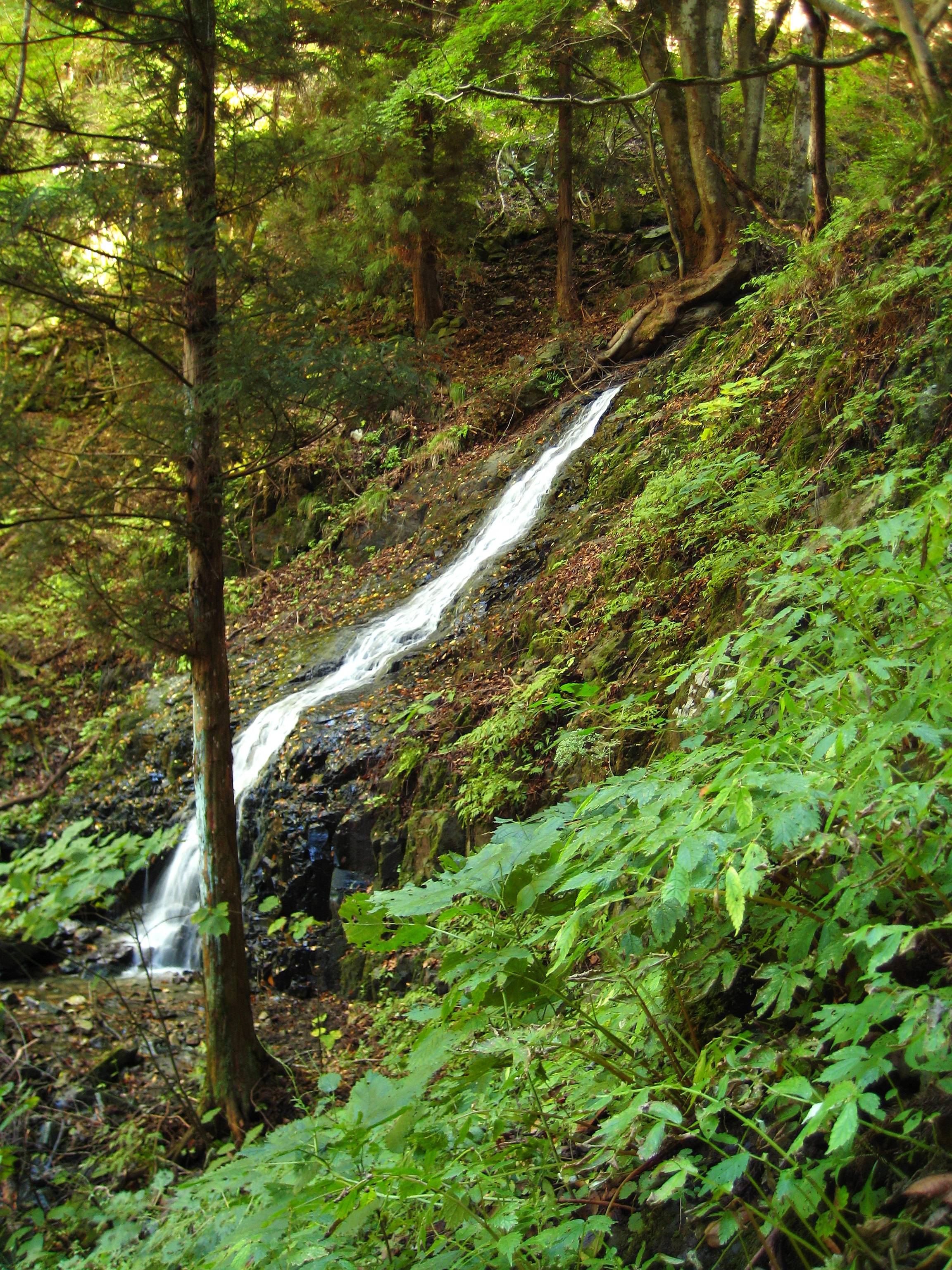
二の滝
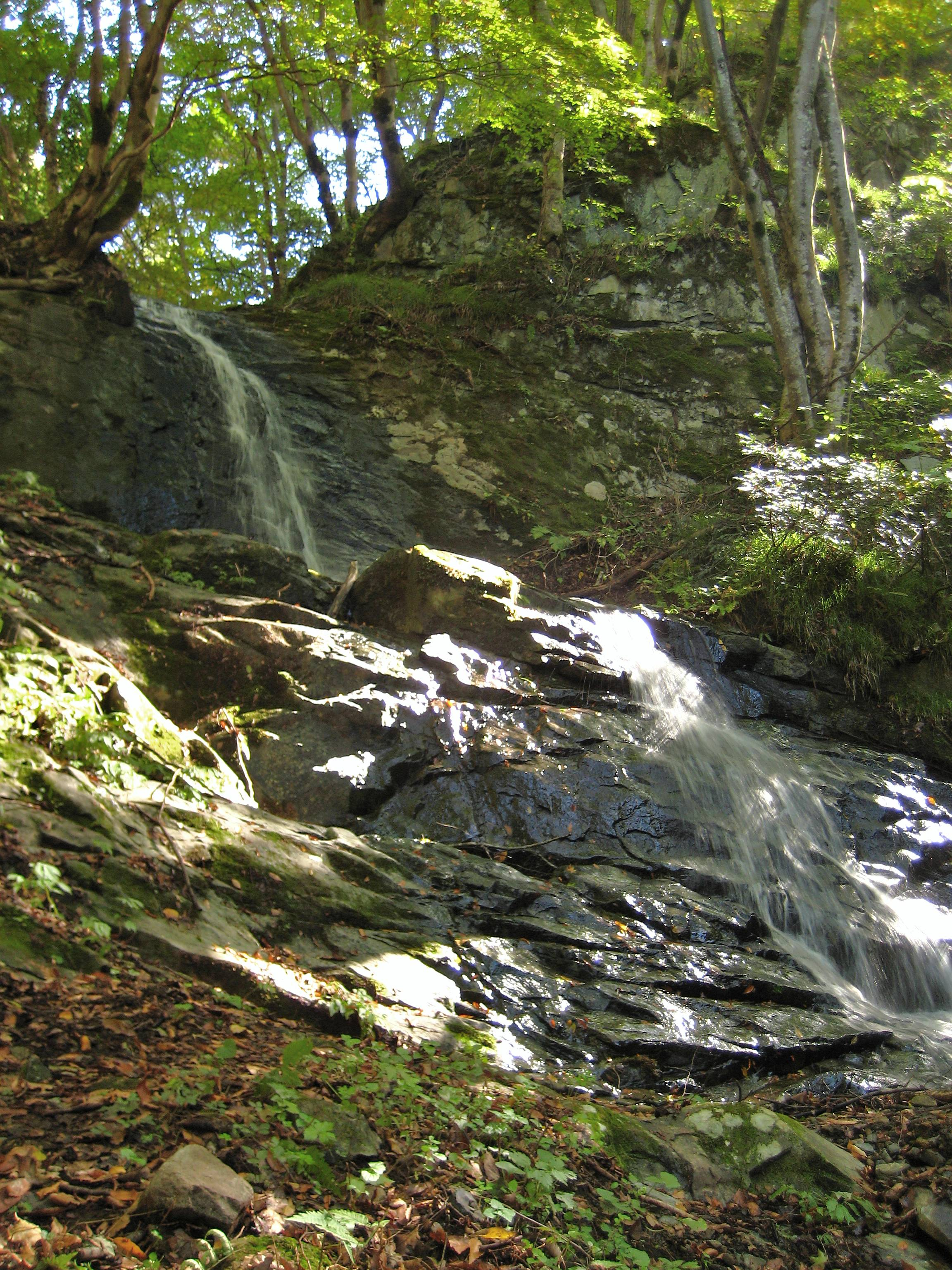
三の滝